# Aleksa Palladino
Aleksa Palladino (New York, 21 september 1980) is een Amerikaans actrice. Ze won in zowel 2011 als 2012 een Screen Actors Guild Award samen met de gehele cast van de misdaadserie Boardwalk Empire. Palladino maakte op veertienjarige leeftijd zowel haar film- als acteerdebuut als de zestienjarige Laurel in de tragikomedie Manny & Lo (1996).
Hoewel Palladino voornamelijk filmtitels op haar cv heeft, speelde ze van 2010 tot en met 2011 Angela Darmody in Boardwalk Empire. Ze speelde daarnaast eenmalige gastrolletjes in onder meer Law & Order (2003), Medium (2005) en Without a Trace (2006). Palladino is daarnaast in zowel 2002 als 2004 te zien in een aflevering van The Sopranos en in zowel 2002 als 2009 in een aflevering van Law & Order: Criminal Intent. In beide series speelde ze twee keer een ander personage.
Palladino trouwde in 2003 met Devon Church, met wie ze samen muziek maakte onder de naam Exitmusic. Daarmee bracht ze in 2007 in eigen beheer het album The Decline of the West uit. Hun huwelijk eindigde in 2015.

## Filmografie
*Exclusief televisiefilms
| - The Mandela Effect (2019) - The Irishman (2019) - Holidays (2016) - The Veil (2016) - The Midnight Swim (2014) - The Wrong Ferarri (2011) - Acts of Mercy (2009) - Before the Devil Knows You're Dead (2007) - Wrong Turn 2: Dead End (2007) - The Picture of Dorian Gray (2006) - Spectropia (2006) - Find Me Guilty (2006) - The Ring Two (2005) | - Admissions (2004) - Mona Lisa Smile (2003) - Ball in the House (2001) - Storytelling (2001) - Lonesome (2001) - Red Dirt (2000) - Cherry (1999) - The Adventures of Sebastian Cole (1998) - Celebrity (1998) - A Cool, Dry Place (1998) - Wrestling with Alligators (1998) - Number One Fan (1997, kortfilm) - Manny & Lo (1996) |

## Televisieseries
*Exclusief eenmalige gastrollen
- The Loudest Voice - Judy Laterza (2019, zeven afleveringen)
- One Dollar - Chelsea Wyler (2018, vier afleveringen)
- Unsolved - Megan Poole (2018, drie afleveringen)
- Halt and Catch Fire - Sara Wheeler (2015, tien afleveringen)
- Rogue - Sarah (2014-2015, zes afleveringen)
- Boardwalk Empire - Angela Darmody (2010-2011, 24 afleveringen)

## Trivia
- Palladino speelde samen met acteur Glenn Fitzgerald in zowel Manny & Lo, Number One Fan als Second Skin.
- Ze werkte onder regisseur Sidney Lumet in zowel Find Me Guilty als Before the Devil Knows You're Dead.
- Ze werkte onder regisseur Amy Talkington in zowel Number One Fan als Second Skin, beide kortfilms.

- Biblioteca Nacional de España: XX6328580
- Gemeinsame Normdatei: 1143610571
- International Standard Name Identifier: 0000 0000 4743 5993
- Library of Congress Control Number: no2008064384
- Nationale Bibliotheek van Tsjechië: xx0177020
- Nationale Bibliotheek van Israël: 987007361191305171
- Système universitaire de documentation: 24211122X
- Virtual International Authority File: 71200050
- WorldCat: E39PBJxGWQxPCrPhWwP4qhrrMP